# Heteropelma amictum
Heteropelma amictum là một loài tò vò trong họ Ichneumonidae.